# Rio Onyx

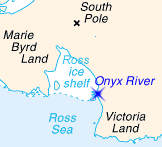
Visão geral da região onde está localizado o rio Onyx.

Rio Onyx é um fluxo de gelo derretido que corre da Geleira Wright até ao Lago Vanda, durante o verão na Antártida. É o maior rio da Antártida com 32 quilômetros de extensão.